# (299) Thora
(299) Thora est un astéroïde de la ceinture principale découvert par Johann Palisa le 6 octobre 1890 à Vienne. Il a une rotation lente de l'ordre 11 jours. 

## Nom
Il fut nommé en honneur de Thor en mythologie nordique.